# Diego Forlán
Diego Martín Forlán Corazzo (Montevideo, 1979. május 19. –) uruguayi labdarúgó, csatár, edző. Az uruguayi Peñarol edzője.
Kétszeres spanyol gólkirály és európai aranycipős, a 2009–2010-es Európa-liga győztese és a 2010-es labdarúgó-világbajnokság aranylabdás játékosa. A részére átadott aranylabdát szerényen csapattársainak ajánlotta. Mind a válogatottban, mind a klubjában képes egymaga eldönteni a mérkőzések kimenetelét.
A 2010-es Európa-liga döntőjében az általa rúgott két gólnak köszönhetően nyert 2–1 arányban az Atlético Madrid a Fulham ellenében. A válogatottban számos alkalommal ért el sorsdöntő találatot, ilyen volt például az Ecuador elleni hosszabbítás során rúgott gólja, amelynek köszönhetően csapata részt vehetett a 2010-es világbajnokság pótselejtezőjén, valamint a világbajnokság negyeddöntőjében a ghánai labdarúgó-válogatott elleni találata, amely visszaadta a reményt a továbbjutáshoz.
2019. augusztus 7-én bejelentette, hogy végleg felhagy a profi labdarúgással.

## Korai évek
Tehetséges teniszjátékos volt fiatalon, de amikor a nővére, Alejandra Forlán érintett volt egy autóbalesetben – amiben meghalt a barátja és a nővére 5 hónapra az intenzívre került –, úgy döntött, követi a családi hagyományokat és csak a labdarúgásra koncentrál. Több dél-amerikai csapatban játszott, köztük az argentin Independientében, mielőtt 2002 januárjában Angliába, a Manchester Unitedhoz szerződött £6,9 millió értékben.

## Klub karrierje

### Manchester United
Argentínából a Manchester Unitedhez 2002 januárjában érkezett. Itt hamar kiderült, hogy nem bizonyult jó üzletnek a csatár leigazolása, képességein alul teljesített.

### Villarreal
2004. augusztus 21-én lett a spanyol klub játékosa, 3.2 millió euróért. Itt újra jól futballozott, első szezonjában gólkirály lett.

### Atlético Madrid
2007. július 1-jén jelentették be, hogy a játékos 21 millió euróért az Atlético Madridhoz igazolt Fernando Torres helyére.
Hamar bizonyította, hogy alkalmas a Liverpoolhoz igazoló Kölyök pótlására. Első, 2007–08-as szezonjában 53 mérkőzésen 23 gólig jutott.
A következő szezonban szinte csak bajnokikon lőtt gólokat, viszont ezeken igen jó mutatókkal, 33 meccsen 32 góllal lett másodjára spanyol gólkirály (összesen 45/35-ös mérleggel zárta a szezont).
A 2009–10-es idényben a csapat már rosszul teljesített az előző idény sikereihez képest (negyedikről kilencedik pozícióban zártak), de ő ennek ellenére 18 góllal házi gólkirály lett. Az Európa-ligában az ő vezényletével lett győztes a csapat, valamint a vb-n is ő lett hazája ikonja.
Utolsó szezonja Spanyolországban a 2011–12-es volt, mely elmaradt az eddigi szezonoktól teljesítményét illetően. 42 mérkőzésen 10 találatig jutott.
Összesen 197 Atlético-s mérkőzésén 96 találatig jutott, a csapat egyik legendájává lett négy év alatt.

### Internazionale
2011. augusztus 31-én ötmillió euró fejében az olasz Interhez igazolt. Az Eto'o pótlására alkalmasnak ígérkező csatár a szezon felénél többet volt sérült, mikor játszott, ritkán tette azt elvárt módon, a szurkolók gyakran kifütyülték.

### Internacional
Mivel az olasz csapatban kevés lehetőséget kapott, 2012 júliusában közös megegyezéssel szerződést bontottak, majd rögtön utána megegyezett a brazil csapattal.

## Válogatottban
Részt vett a 2010-es labdarúgó-világbajnokságon, ahol az uruguayi válogatott irányítójaként, az elődöntőben pedig csapatkapitányaként is, a negyedik helyezést érte el a csapattal. A tornán 5 gólt szerzett, megnyerte a torna Aranylabda díját, miután őt választották meg a torna legjobb játékosává.
A 2011. évi Copa Americán Uruguay csapatával aranyérmet szerzett, a döntőben két góllal járult hozzá a Celeste Paraguay elleni 3–0-s győzelméhez.

## Statisztikák

### Klubcsapatban
2013. február 3.
| Klub               | Szezon           | Liga    | Liga  | Kupa    | Kupa  | Ligakupa | Ligakupa | Nemzetközi | Nemzetközi | Egyéb   | Egyéb | Összesen | Összesen |
| Klub               | Szezon           | Meccsek | Gólok | Meccsek | Gólok | Meccsek  | Gólok    | Meccsek    | Gólok      | Meccsek | Gólok | Meccsek  | Gólok    |
| ------------------ | ---------------- | ------- | ----- | ------- | ----- | -------- | -------- | ---------- | ---------- | ------- | ----- | -------- | -------- |
| Independiente      | 1998–99          | 2       | 0     | –       | –     | –        | –        | 0          | 0          | –       | –     | 2        | 0        |
| Independiente      | 1999–2000        | 24      | 7     | –       | –     | –        | –        | 0          | 0          | –       | –     | 24       | 7        |
| Independiente      | 2000–01          | 36      | 18    | –       | –     | –        | –        | 6          | 2          | –       | –     | 42       | 20       |
| Independiente      | 2001–02          | 18      | 12    | –       | –     | –        | –        | 5          | 1          | –       | –     | 23       | 13       |
| Independiente      | Összesen         | 80      | 37    | –       | –     | –        | –        | 11         | 3          | –       | –     | 91       | 40       |
| Manchester United  | 2001–02          | 13      | 0     | 0       | 0     | 0        | 0        | 5          | 0          | –       | –     | 18       | 0        |
| Manchester United  | 2002–03          | 25      | 6     | 2       | 0     | 5        | 2        | 13         | 1          | –       | –     | 45       | 9        |
| Manchester United  | 2003–04          | 24      | 4     | 2       | 1     | 1        | 1        | 4          | 2          | 1       | 0     | 32       | 8        |
| Manchester United  | 2004–05          | 1       | 0     | 0       | 0     | 0        | 0        | 1          | 0          | 1       | 0     | 3        | 0        |
| Manchester United  | Összesen         | 63      | 10    | 4       | 1     | 6        | 3        | 23         | 3          | 2       | 0     | 98       | 17       |
| Villarreal         | 2004–05          | 38      | 25    | 1       | 0     | –        | –        | 0          | 0          | –       | –     | 39       | 25       |
| Villarreal         | 2005–06          | 32      | 10    | 2       | 0     | –        | –        | 13         | 3          | –       | –     | 47       | 13       |
| Villarreal         | 2006–07          | 36      | 19    | 4       | 1     | –        | –        | 2          | 1          | –       | –     | 44       | 21       |
| Villarreal         | Összesen         | 106     | 54    | 8       | 1     | –        | –        | 15         | 4          | –       | –     | 128      | 59       |
| Atlético de Madrid | 2007–08          | 36      | 16    | 6       | 1     | –        | –        | 11         | 6          | –       | –     | 53       | 23       |
| Atlético de Madrid | 2008–09          | 33      | 32    | 3       | 1     | –        | –        | 9          | 2          | –       | –     | 45       | 35       |
| Atlético de Madrid | 2009–10          | 33      | 18    | 6       | 3     | –        | –        | 17         | 7          | –       | –     | 56       | 28       |
| Atlético de Madrid | 2010–11          | 32      | 8     | 3       | 1     | –        | –        | 6          | 1          | 1       | 0     | 42       | 10       |
| Atlético de Madrid | Összesen         | 134     | 74    | 17      | 6     | –        | –        | 45         | 16         | 1       | 0     | 197      | 96       |
| Internazionale     | 2011–12          | 18      | 2     | 0       | 0     | –        | –        | 2          | 0          | –       | –     | 20       | 2        |
| Internazionale     | Összesen         | 18      | 2     | 0       | 0     | –        | –        | 2          | 0          | –       | –     | 20       | 2        |
| Internacional      | 2012             | 19      | 5     | 0       | 0     | –        | –        | 0          | 0          | –       | –     | 19       | 5        |
| Internacional      | 2013             | 0       | 0     | 0       | 0     | –        | –        | 0          | 0          | 2       | 1     | 2        | 1        |
| Internacional      | Összesen         | 19      | 5     | 0       | 0     | 0        | 0        | 0          | 0          | 2       | 1     | 21       | 6        |
| Karrier összesen   | Karrier összesen | 420     | 182   | 29      | 8     | 6        | 3        | 96         | 26         | 5       | 1     | 556      | 220      |

### Válogatott
| Uruguay  | Uruguay | Uruguay |
| Év       | Meccsek | Gólok   |
| -------- | ------- | ------- |
| 2002     | 5       | 2       |
| 2003     | 7       | 5       |
| 2004     | 11      | 2       |
| 2005     | 9       | 2       |
| 2006     | 3       | 0       |
| 2007     | 9       | 5       |
| 2008     | 7       | 3       |
| 2009     | 9       | 3       |
| 2010     | 11      | 7       |
| 2011     | 13      | 3       |
| 2012     | 9       | 1       |
| 2013     | 10      | 3       |
| Összesen | 103     | 36      |

## Sikerei, díjai

### Klub
Manchester United
- Premier League
  - Győztes (1): 2002–03
- angol kupa (FA Cup)
  - Győztes (1): 2003–04
- Angol szuperkupa (FA Community Shield)
  - Győztes (1): 2003

Villarreal
- Intertotó-kupa
  - Győztes (1): 2004

Atlético Madrid
- Európa-liga
  - Győztes (1): 2009–10

### Válogatott
- Világbajnokság
  - 4. helyezett (1): 2010
- Copa América
  - Győztes (1): 2011

### Egyéni
- Európai aranycipő (2): 2004–05 (megosztva Thierry Henry-val), 2008–09
- Pichichi-trófea (2): 2004–05, 2008–09[4]
- Labdarúgó-világbajnokság, Aranylabda (1): 2010

## Érdekesség
A FIFA Forlán miatt vezette be azt a szabályt, hogy mezlevételért sárga lapos figyelmeztetés jár. Forlán egy Manchester Unitedben lőtt gólja után levette a mezét, azonban az elhúzódó ünneplése miatt a játék folytatására nem volt ideje azt visszavenni, így pár másodpercen keresztül mezével a kezében, félmeztelenül játszott.

## Főbb források
- Fifa.com: Diego Forlan Archiválva 2010. június 11-i dátummal a Wayback Machine-ben (angolul)
- Nemzeti Sport Online: Foci vb 2010/Játékosok/Diego Forlán (magyarul)
- Rolando Lahera: Figuras del Mundial: Diego Forlán, Fanaticos.com, 2010. április 30. (spanyolul)
- Martin Rogers: Maradona’s many assists to Uruguay’s Forlan, Yahoo! Sports, 2010. július 5. (angolul)
- Jonathan Liew: Diego Forlán: Uruguay star player at World Cup 2010, Telegraph.co.uk, 2009. november 20. Archiválva 2010. június 14-i dátummal a Wayback Machine-ben (angolul)
- Modest Uruguay star Diego Forlan dedicates World Cup Golden Ball award to team mates, Dailyrecord.co.uk, 2010. július 12. (angolul)
- Marcela Mora y Araujo: Forlan ushers Uruguay into new era, Sportsillustrated.cnn.com, 2010. június 19. (angolul)
- Rsssf.com: Diego Forlan Corazo - International Appearances (angolul)